# Генрі Полсон
Генрі Меррі «Генк» Полсон-молодший (англ. Henry Merritt «Hank» Paulson Jr.; нар. 28 березня 1946, Палм-Біч, Флорида, США) — американський політик, 74-й міністр фінансів США (2006–2009), член ради керуючих Міжнародного валютного фонду. До цього в 1998–2006 роках голова і головний виконавчий директор Goldman Sachs.